# 南オレゴン大学
南オレゴン大学（Southern Oregon University）は、アメリカ合衆国オレゴン州のアシュランドに本拠地を置く州立大学である。犯罪学、環境学、シェイクスピア学、舞台芸術のプログラムで有名。また、ジェファーソン公営ラジオや、ローグ・ヴァレー・テレビジョンの本部もこの大学内にある。文学部、経営学部、理学部、教育学部、社会学部を有し、それぞれの分野で学士号と修士号を提供している。
リベラル・アーツ・カレッジの集まりであるCouncil of Public Liberal Arts Collegesに加盟している。

## 構成

### 文学部
- 美術
- コミュニケーション学
- 英文学
- 外国語
- 史学
- 音楽
- 哲学
- シェイクスピア学
- 舞台芸術

### 経営学部
- 経営学（修士）
- 土曜日MBAプログラム

### 教育学部
- 教育学（Arts in Teaching, 修士）
- 教育学（Education, 修士）

### 理学部
- 応用マルチメディア学
- 生物学
- 化学
- 情報科学
- 環境教育学
- 環境学
- 地質学
- 数学
- 物理工学

### 社会学部
- 犯罪学・刑事司法
- 経済学
- 教育学
- 一般社会学
- 地理学
- 保健体育学
- 国際学
- 応用生理学（修士）
- 政治学
- 心理学
- 社会学・人類学

### 大学院
- 初等教育学（文学修士号、理学修士号）
- 中等教育学（文学修士号、理学修士号）
- 語学教育学：スペイン語（Master of Arts and Letters）
- 舞台教育学（文学修士号、理学修士号）
- 数学情報科学（文学修士号、理学修士号）
- 教育学（文学修士号）
- 環境教育学（理学修士号）
- 経営学（修士号）
- 応用心理学（修士号）
- 指揮法 --- アメリカン・バンド・カレッジ（音楽修士号）
- 経営管理学（修士号）

## 著名な教員、出身者
- ローソン・イナダ - 2006年オレゴン州桂冠詩人
- ブレット・ワトキンス - ピアニスト。国内外の多くのピアノコンクールを制覇した。音楽科卒業。
- ジョエル・ムーア - 俳優。美術学士号取得（2001年）。
- シェイ・ワシントン - NAIAバスケットボール・プレーヤー・オブ・ザ・イヤー受賞（2006年）。
- マイク・ホワイトヘッド - 総合格闘家。
- リック・ストーリー - 総合格闘家。
- 飯島誠 - 洋画家。

### 過去の学長
- エリザベス・ジンサー
- スティーヴン・レノ（1994-2000）